# Cú click huyền bí
Cú click huyền bí (tựa gốc tiếng Anh: Click) là phim điện ảnh kỳ ảo khoa học viễn tưởng hài-chính kịch của Mỹ năm 2006 do Frank Coraci đạo diễn với kịch bản chắp bút bởi Steve Koren và Mark O'Keefe. Diễn viên Adam Sandler là nhà sản xuất của phim kiêm vai chính. Phim còn có sự tham gia của Kate Beckinsale vai người vợ Donna và Christopher Walken vai Morty. Sandler thủ vai Michael Newman, một kiến trúc sư quá chú tâm vào công việc mà không quan tâm đến gia đình. Khi anh vớ được một chiếc điều khiển từ xa giúp anh "tua nhanh" qua những phần tẻ nhạt hoặc gây khó chịu trong cuộc sống, anh sớm nhận ra rằng những khoảnh khắc tưởng như tồi tệ mà anh bỏ qua lại chứa quãng thời gian quý giá bên gia đình và những bài học quan trọng trong cuộc sống. Trong suốt bộ phim, một người đàn ông tên là Morty giải thích cách chiếc điều khiển hoạt động và những tiềm ẩn rủi ro đi kèm. Phim từng khởi chiếu tại Thành phố Hồ Chí Minh vào ngày 27 tháng 10 năm 2006.

## Nội dung
Michael Newman là một kiến trúc sư, anh có vợ là Donna và hai đứa con nhỏ là Ben và Samantha. Michael thường dành thời gian cho công việc hơn là gia đình, điều này làm gia đình anh thấy khó chịu. Một ngày nọ, Michael đến cửa hàng Bed Bath & Beyond để mua một cái điều khiển từ xa. Anh đi loanh quanh trong cửa hàng đến khi ngủ quên trên một cái giường, khi thức dậy anh đã nhận một cái điều khiển miễn phí từ một người đàn ông tên Morty, người cảnh báo rằng anh sẽ không thể trả nó lại.
Michael phát hiện ra cái điều khiển có thể điều khiển đời thực như trong truyền hình. Anh sử dụng cái điều khiển trong công việc, bày vài trò nghịch ngợm, tua nhanh qua những lúc bệnh tật hoặc tẻ nhạt. Michael tua đến lúc anh được thăng chức, vậy là anh đã mất đi một năm của cuộc đời mình. Cái điều khiển đã ghi nhớ sự ưa thích của Michael, nó tự động tua qua những khoảng thời gian được cho là buồn chán. Michael cố gắng vứt bỏ và phá hủy cái điều khiển nhưng nó xuất hiện trở lại một cách kỳ diệu, Morty cũng từ chối nhận lại nó.
Sếp của Michael hứa sẽ thăng chức cho anh làm tổng giám đốc điều hành, cái điều khiển tự động tua đến mười năm sau, lúc này Michael đã trở nên giàu có nhưng bị béo phì. Michael về nhà thì thấy Ben và Samantha đã trở thành thiếu niên, Donna đã ly dị anh để cưới một người đàn ông khác. Trong khi đang tranh cãi với Donna, Michael ngất xỉu rồi bị hôn mê. Cái điều khiển tua đến sáu năm sau, lúc này Michael đã được hút mỡ để điều trị ung thư, Ben cũng đã trở thành nhân viên trong công ty.
Michael biết được bố của anh là Ted đã qua đời, anh xem lại lần cuối anh gặp bố là khi anh từ chối đi ăn tối cùng với Ted và Ben. Ở ngôi mộ của Ted, Morty tiết lộ rằng ông ta chính là Thần chết. Quá sợ hãi, Michael liền tua đến thời điểm vui vẻ hơn trong vài năm sau, đó là đám cưới của Ben. Anh bỗng lên cơn đau tim, ngất xỉu và nhập viện. Michael tỉnh lại trong bệnh viện thì thấy gia đình anh đều có mặt ở đó, Ben tâm sự rằng anh đã bỏ qua tuần trăng mật của vợ chồng anh để chăm lo cho công ty. Michael cảm thấy hối hận vì anh đã dành cả cuộc đời mình cho công việc mà không quan tâm đến gia đình, anh không muốn Ben phạm sai lầm giống như mình. Anh chạy ra khỏi bệnh viện dưới cơn mưa tầm tã để đuổi theo vợ con, nói lời yêu thương với họ và trút hơi thở cuối cùng.
Michael thức dậy trong cửa hàng Bed Bath & Beyond, nhận ra rằng những trải nghiệm vừa rồi chỉ là giấc mơ. Anh vui mừng chạy về nhà, hứa rằng sau này sẽ làm việc ít lại và dành nhiều thời gian cho gia đình. Michael thấy cái điều khiển trên bàn trong nhà bếp, kèm theo lời ghi chú từ Morty, nói rằng ông ta đồng ý cho Michael cơ hội thứ hai. Michael đã ném cái điều khiển vào thùng rác, lần này nó không còn xuất hiện trở lại.